# 巴氏方頭鯧
巴氏方頭鯧為輻鰭魚綱鱸形目鯧亞目圓鯧科的其中一種，分布於大西洋及太平洋，棲息深度1-100公尺，體長可達100公分，棲息在中底層熱帶至溫帶海域。

## 擴展閱讀
維基物種上的相關：巴氏方頭鯧